# Mazda 2
La Mazda 2 è un'utilitaria prodotta dal costruttore giapponese Mazda che ha debuttato nel mercato interno nel 2002 e nel resto del mondo nel 2003. Nella gamma Mazda si pone al di sotto della media Mazda 3. È stata prodotta in tre differenti generazioni, denominate rispettivamente Mazda 2 DY, Mazda 2 DE e Mazda 2 DJ. In alcuni mercati, come quello giapponese e asiatico viene venduta con il nome dell'antenata, ossia Mazda Demio. A fine 2021 viene presentata la Mazda 2 Hybrid, rebadge della Toyota Yaris. 

## Mazda 2 DY/A (2002-2007)

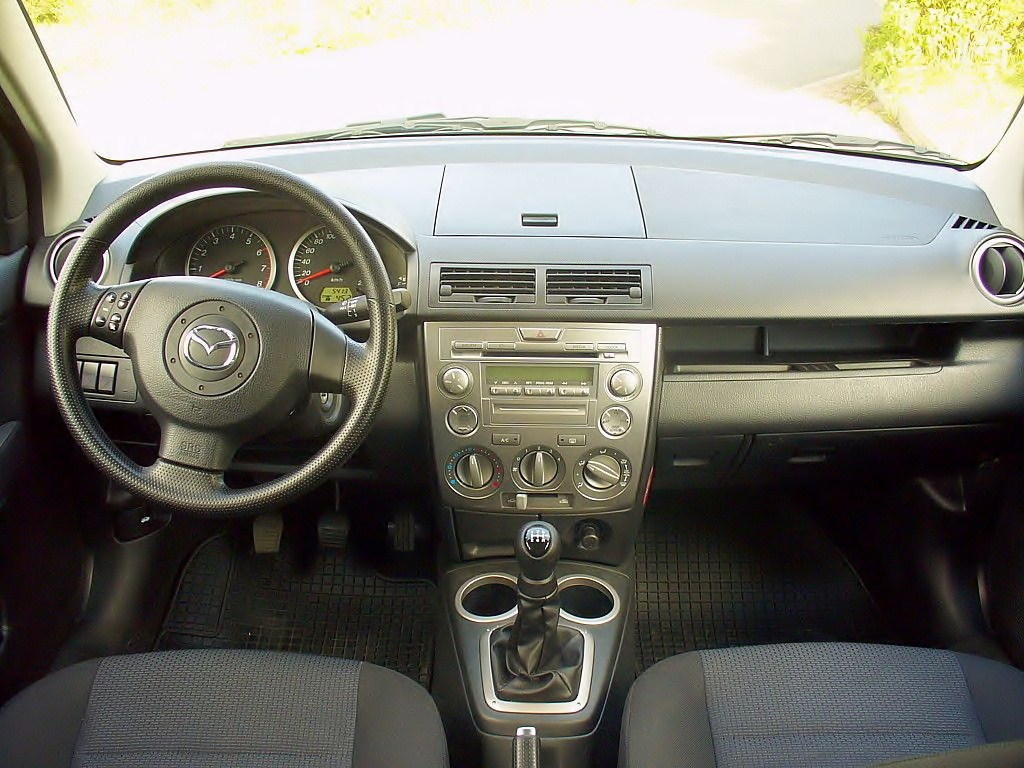
Interni di una Mazda 2 del 2007

Anticipata dalla concept car MX Sport Runabout al salone dell'automobile di Ginevra del 2002, la Mazda 2 prima serie utilizzava una piattaforma condivisa con le Ford Fiesta sesta serie e Ford Fusion, ovvero il pianale Ford B3. Sostituì la Mazda 121 e la Mazda Demio. Di quest'ultima in Asia ne mantenne il nome. Fin dal lancio è stata apprezzata per la fluidità di marcia e per lo spazio interno, infatti in Giappone giunse alla settima posizione nelle classifiche delle automobili più vendute. Il tetto alto, le portiere scavate e lo spazio interno di conseguenza ricavato permise di poter ospitare all'interno di questa utilitaria anche cinque adulti senza problemi. La praticità era aumentata dal bagagliaio dalla forma squadrata e spazioso, oltre che dai numerosi portaoggetti dislocati nell'abitacolo e dalla possibilità di abbattere il sedile del passeggero anteriore per permettere di caricare anche oggetti più lunghi di due metri.
Tutte le Mazda 2 erano equipaggiate con ABS ed EBD, mentre l'ESP era disponibile solo come optional. In Asia era offerta anche con un innovativo sistema di trazione integrale, denominato e-4WD, composto da due motori: il termico classico, che agiva sulle ruote anteriori, ed un motore elettrico di piccole dimensioni e potenza che agiva sulle ruote posteriori quando perdevano aderenza.
Sul mercato questa vettura doveva competere soprattutto con altre utilitarie come Ford Fiesta, Opel Corsa, Renault Clio, Volkswagen Polo e Fiat Punto, oppure anche con le più simile di filosofia, ossia la Honda Jazz e la Renault Modus.

### Allestimenti
- Mazda 2: offriva già ABS, 2 airbag, alzavetro elettrici anteriori, clima manuale e sedili posteriori sdoppiati.
- Cub/Active/Sony Ericcson: oltre alle dotazioni già citate per l'allestimento base aggiungeva gli alzavetri elettrici posteriori, i retrovisori elettrici e la radio CD.
- Sport: disponibile solo con il più potente motore (ossia il 1.6 16V da 101 cavalli) aggiungeva alle dotazioni già citate i cerchi in lega (disponibili nell'allestimento intermedio solo come optional).

### Motorizzazioni
Tutti i motori a benzina sono stati a norma Euro 4 fin dal debutto della vettura nella primavera 2003.
Nel corso del 2006, per l'occasione di un lifting, anche il motore diesel si è  adeguato alla normativa Euro 4.
| Modello         | Trasmissione       | Motore                       | Cilindrata cm³ | Potenza        | 0–100 km/h (secondi) | Velocità max (Km/h) |
| 1.2 MZR 16V 75  | cambio manuale     | 4 cilindri in linea, Benzina | 1.248          | 55 kW (75 CV)  | 15,1                 | 163                 |
| 1.4 MZR 16V 80  | cambio robotizzato | 4 cilindri in linea, Benzina | 1.388          | 59 kW (80 CV)  | 15,0                 | 164                 |
| 1.6 MZR 16V 100 | cambio manuale     | 4 cilindri in linea, Benzina | 1.596          | 74 kW (101 CV) | 11,1                 | 181                 |
| 1.4 MZR-CD 70   | cambio manuale     | 4 cilindri in linea, Diesel  | 1.399          | 50 kW (68 CV)  | 15,0                 | 160                 |

## Mazda 2 DE/B (2007-2014)

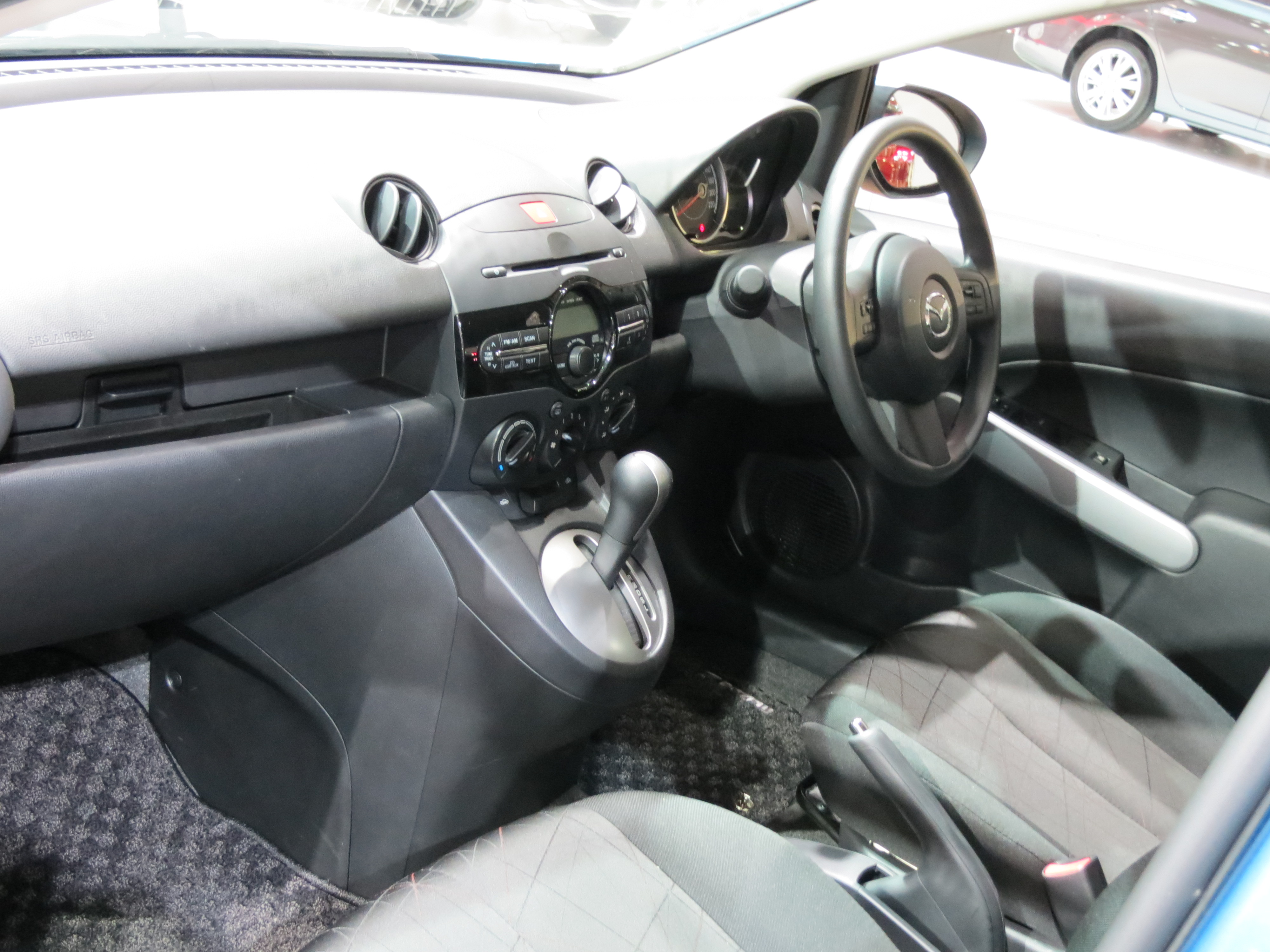
Interni di una Mazda 2 del 2012

La seconda generazione si differenzia molto dalla prima, per via del design che abbandona le linee da Boxy-Car a favore di tratti più sportiveggianti, inoltre è disponibile anche in versione 3 porte. Il pianale totalmente nuovo utilizza materiali leggeri che permettono alla vettura di perdere del peso complessivo per circa 100 kg. Questa base sarà utilizzata anche dalla Ford Fiesta sesta generazione. La nuova Mazda 2 è prodotta ad Hiroshima invece che a Valencia.
Sul mercato la nuova Mazda 2 viene inquadrata per dare l'opportunità alla casa giapponese di avere una vettura più  simile ad altre del segmento B: Ford Fiesta, Fiat Grande Punto, Nissan Micra, Toyota Yaris, Suzuki Swift, Opel Corsa, Renault Clio, Peugeot 206 Plus, Volkswagen Polo e Citroën C3.

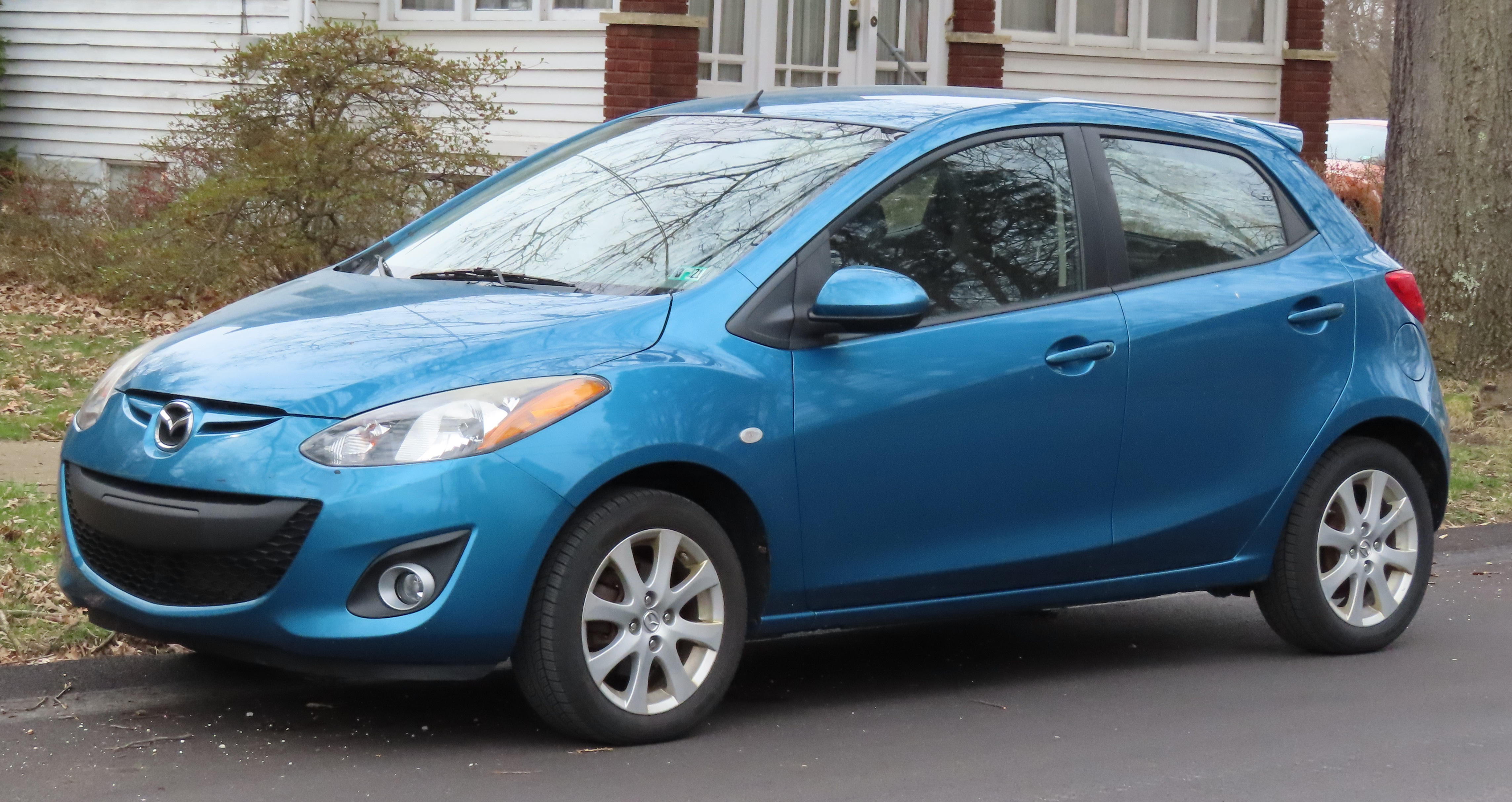
Mazda 2 restyling 2010

Questo cambiamento porta molte positività in casa Mazda, la nuova Mazda 2 grazie al suo stile, alle modeste dimensioni che non influiscono sul comfort interno dei passeggeri, all'allestimento di tutto rispetto, alla grande sicurezza che le valgono le 5 stelle Euro NCAP e soprattutto al minor peso che influisce su migliori prestazioni e abbassamento dei consumi la promuove Auto mondiale 2008 e la fregia del secondo posto di Auto dell'anno 2008 dopo la Fiat 500.

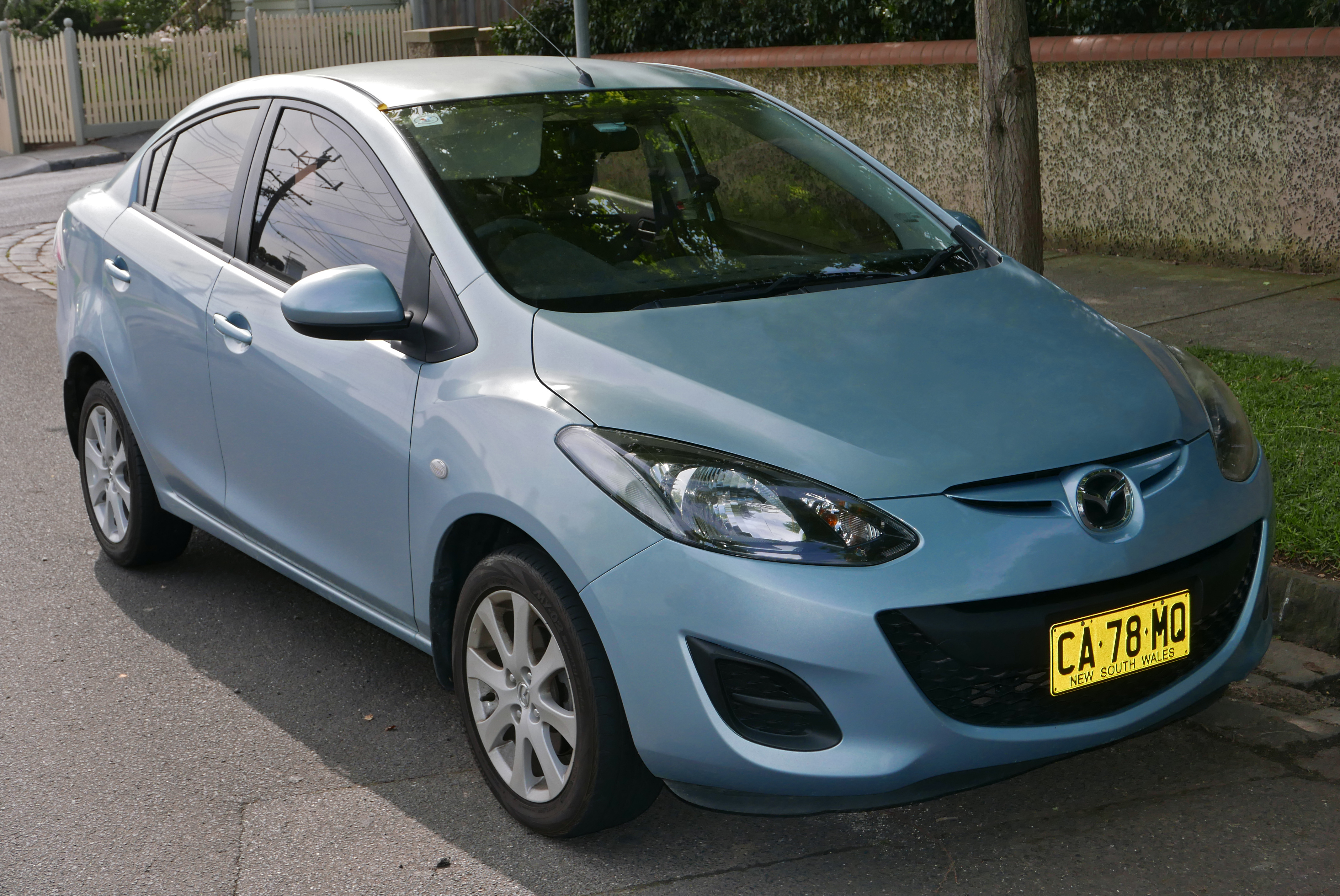
Mazda 2 Sedan davanti...

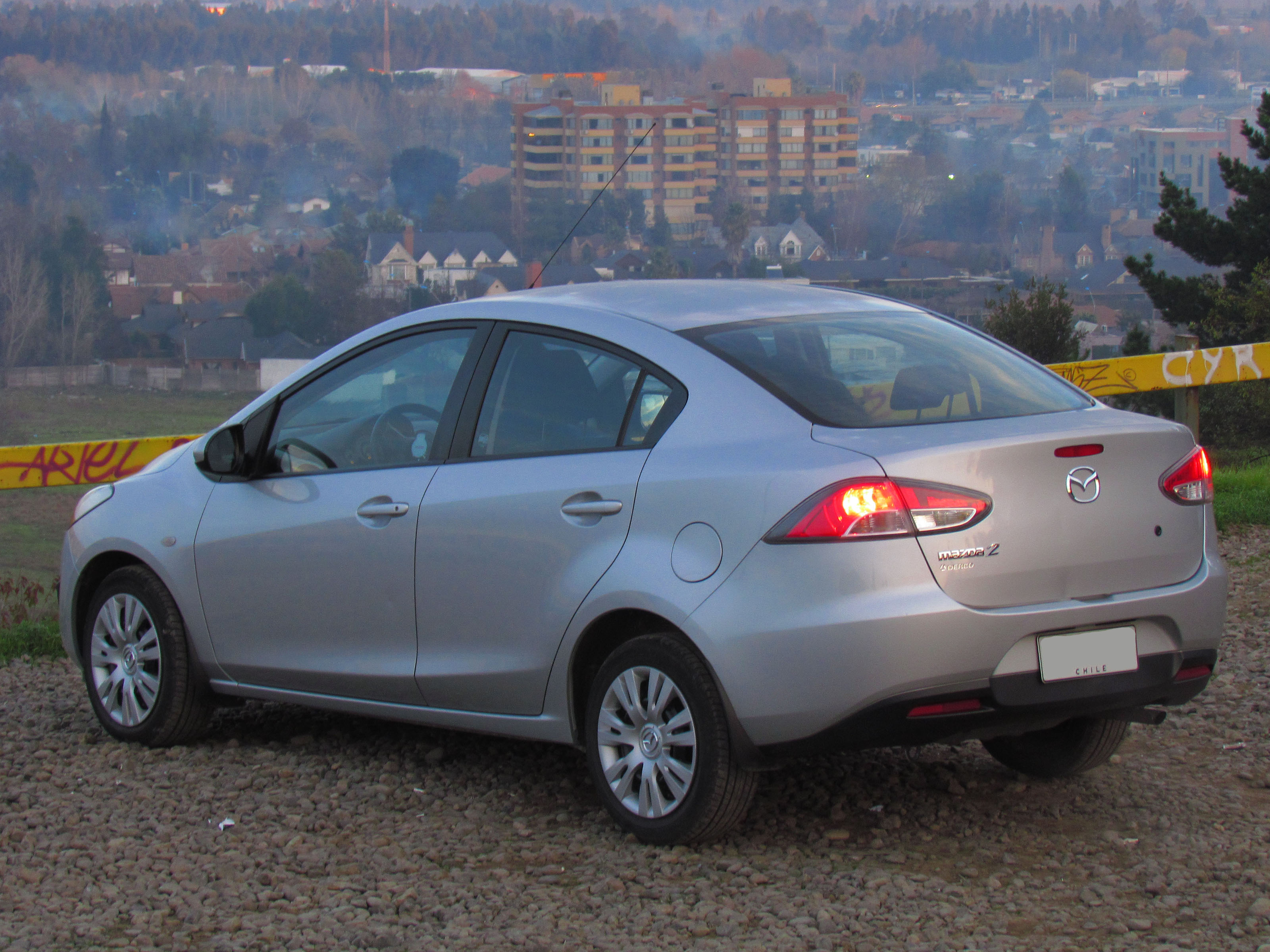
...e dietro

Per il mercato cinese la vettura è disponibile in un'inedita versione tre volumi berlina, prodotta nello stabilimento Ford di Nanchino. Le numerose novità introdotte su questa seconda generazione le hanno permesso di aggiudicarsi il prestigioso premio Auto Mondiale 2008.
Dal 2009 è stata introdotta la Mazda 2 Generation 2009 ovvero una gamma di allestimenti rinnovata e motorizzazioni riviste sotto il profilo delle emissioni inquinanti.

### Allestimenti
La gamma italiana composta da 4 motorizzazioni è articolata su 4 livelli di allestimenti:
- Easy (ABS, 6 Airbag, chiusura centralizzata, servosterzo, vetri elettrici anteriori)
- EasyClima (dotazione Easy, in aggiunta il climatizzatore manuale)
- Play (dotazione EasyClima, in aggiunta autoradio CD e MP3 con ingresso AUX, fendinebbia, cerchi in acciaio da 15", vetri elettrici posteriori)
- Fun (dotazione Play, in aggiunta cerchi in lega da 16 pollici, climatizzatore automatico, computer di bordo, impianto stereo a 6 altoparlanti)
- Sport (dotazione Fun, in aggiunta cerchi in Lega 16 pollici Titanio, kit estetico sportivo (fari anteriori imbruniti, griglia anteriore, paraurti anteriore, minigonne, spoiler posteriore)

### Motorizzazioni
Mentre la prima serie adottava motorizzazioni differenti per il mercato europeo (propulsori di origine Ford condivisi dalla Fiesta), questa seconda generazione adotta le motorizzazioni prodotte dalla Mazda in Giappone ad eccezione dei turbodiesel di origine Gruppo PSA. La trasmissione automatica e la trazione integrale per ora risultano in vendita solo nei mercati asiatici.
| Modello               | Motore                       | Cilindrata cm³ | Potenza        | Coppia max              | Emissioni CO2 (g/km) | 0–100 km/h (secondi) | Velocità max (km/h) |
| 1.3 MZR 16V 75        | 4 cilindri in linea, Benzina | 1.349          | 55 kW (75 CV)  | 121 N·m @3.500 giri/min | 125                  | 14,0                 | 168                 |
| 1.3 MZR 16V 85        | 4 cilindri in linea, Benzina | 1.349          | 63 kW (86 CV)  | 122 N·m @3.500 giri/min | 125                  | 12,9                 | 172                 |
| 1.5 MZR 16V 105       | 4 cilindri in linea, Benzina | 1.498          | 76 kW (103 CV) | 137 N·m @4.000 giri/min | 135                  | 10,4                 | 188                 |
| 1.4 MZR-CD 8V 70      | 4 cilindri in linea, Diesel  | 1.399          | 50 kW (68 CV)  | 160 N·m @1.750 giri/min | 107                  | 15,5                 | 162                 |
| 1.6 MZR-CD 16V DPF 90 | 4 cilindri in linea, Diesel  | 1.560          | 66 kW (90 CV)  | 205 N·m @2.000 giri/min | 112                  | 11,4                 | 173                 |

## Mazda 2 DJ/C (2014-)

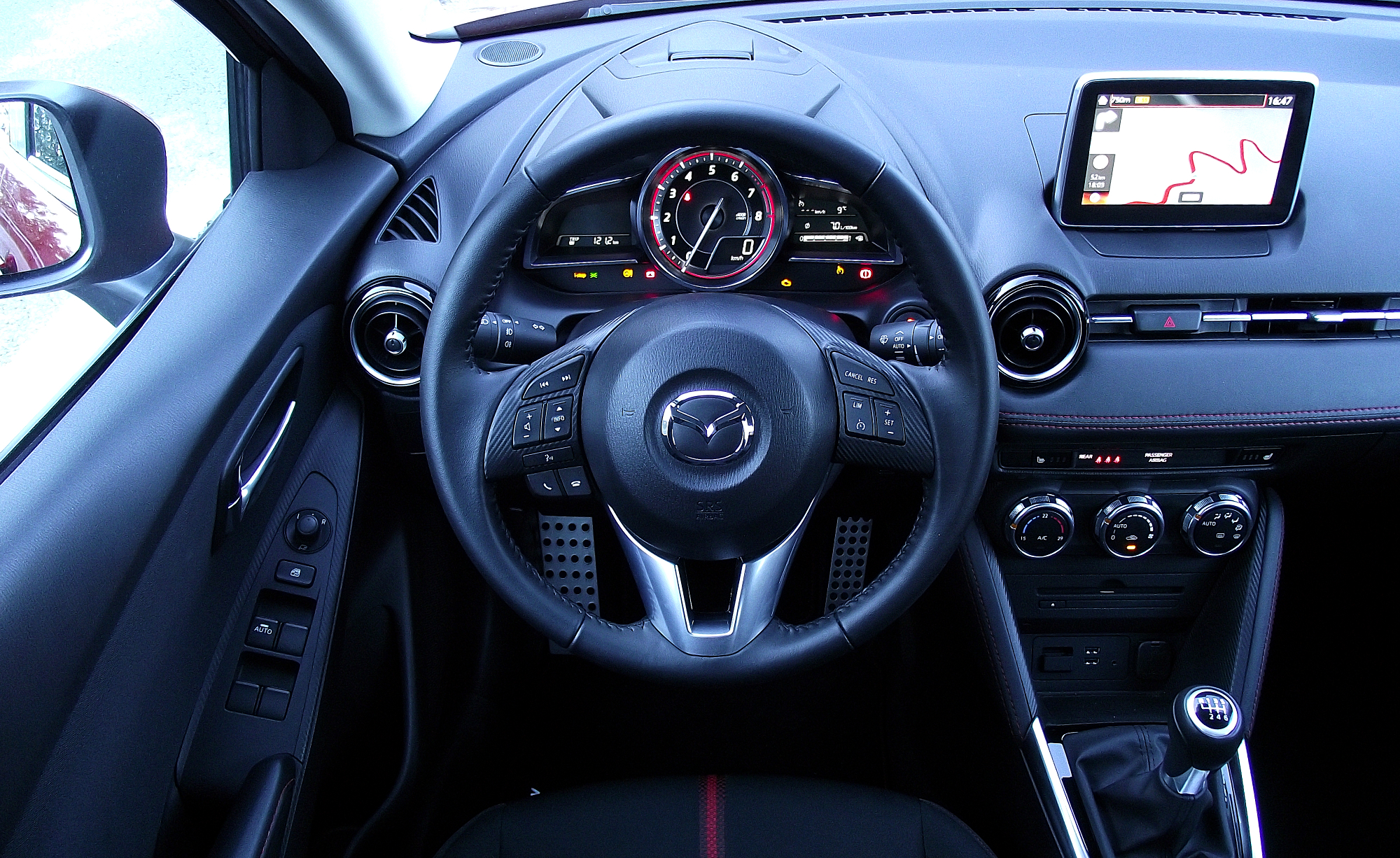
Interni di una versione Exceed, con cruscotto in pelle nera

Anticipata dalla concept car Hazumi, presentata al Salone dell'automobile di Ginevra del 2014, la nuova versione si differenzia notevolmente dalla precedente. Per quel che riguarda l'aspetto esteriore, aumentano le dimensioni (leggermente più lunga) e viene adottato anche per il modello di fascia B il cosiddetto Kodo Design già implementato sulle vetture più grandi dalla casa giapponese, col risultato di un frontale aggressivo e coerente al family look delle altre Mazda in produzione. Per gli interni la casa giapponese ha optato per un visibile aumento di livello rispetto alla versione precedente, inserendo un discreto numero di equipaggiamenti di serie e scegliendo un look allo stesso tempo semplice ma dall'aspetto particolarmente curato: le versioni Exceed, top di gamma, sono ulteriormente rifinite con inserti di pelle sul cruscotto e, a richiesta, sui sedili. Sia la casa produttrice che l'ambiente del settore ha da subito soprannominato la vettura come piccola ammiraglia per questa caratteristica.
La novità principale riguarda tuttavia la motorizzazione: in controtendenza rispetto alla concorrenza, incline a montare sulle vetture utilitarie e di fascia B motori con cilindratura ridotta e mini-turbo (cosiddetto downsizing), Mazda ha scelto la strada del rightsizing, ovvero un'ottimizzazione e aumento dell'efficienza dei propulsori già esistenti, con l'utilizzo di un motore con tecnologia Skyactive a quattro cilindri 1.5 aspirato, comprensivo del sistema start e stop e della frenata rigenerativa. La mancanza di una turbina favorisce la diminuzione dei consumi di carburante ed è compensata dal peso della vettura relativamente ridotto rispetto alle concorrenti nel segmento.
Ad ottobre è stata eletta auto dell'anno in Giappone. In Italia è in vendita dal febbraio 2015, inizialmente solo nella versione benzina. La versione diesel, prevista inizialmente per giugno 2015, è in vendita dal febbraio 2016, con il 1.5 da 105 CV, montato anche sulla più grande Mazda 3. Nel 2020 arriva la versione mild-hybrid omologata Euro6d disponibile sui 1.5 Skyactiv-G da 75 CV e 90 CV, con cambio manuale a 6 rapporti.

### Allestimenti
Tre gli allestimenti disponibili, tutti 5 porte:
- Essence (di serie: servosterzo elettrico, 6 airbag, ABS, controllo di stabilità e trazione, climatizzatore manuale, computer di bordo, sistema start e stop, radio e presa USB/AUX con comandi al volante)
- Evolve (in aggiunta al precedente: bluetooth, cerchi in lega, sedile posteriore frazionabile, cruise control e limitatore di velocità)
- Exceed (in aggiunta ai precedenti: climatizzatore automatico, fendinebbia, sensori di parcheggio, lettore CD/MP3, sistema di controllo fuoriuscita dalla carreggiata, sistema di frenata intelligente, cerchi in lega da 16', fari full led)

Nella gamma benzina, l'allestimento Essence è solo disponibile con la vettura 75 CV, mentre l'Exceed solo per le motorizzazioni da 90 CV e 115 CV La gamma diesel prevede soltanto gli allestimenti Evolve ed Exceed.

### Motorizzazioni
| Modello    | Trasmissione                 | Motore                       | Cilindrata cm³ | Potenza        | Coppia max              | Emissioni CO2 (g/km) | 0–100 km/h (secondi) | Velocità max (km/h) |
| 1.5 75 CV  | cambio manuale 6 rapporti    | 4 cilindri in linea, Benzina | 1.496          | 55 kW (75 CV)  | 135 N·m @3.800 giri/min | 110                  | 12,1                 | 171                 |
| 1.5 90 CV  | cambio manuale 5 rapporti    | 4 cilindri in linea, Benzina | 1.496          | 66 kW (90 CV)  | 148 N·m @4.000 giri/min | 105                  | 9,4                  | 183                 |
| 1.5 115 CV | cambio manuale 6 rapporti    | 4 cilindri in linea, Benzina | 1.496          | 85 kW (115 CV) | 148 N·m @4.000 giri/min | 115                  | 8,7                  | 195                 |
| 1.5 90 CV  | cambio automatico 6 rapporti | 4 cilindri in linea, Benzina | 1.496          | 66 kW (90 CV)  | 148 N·m @4.000 giri/min | 112                  | 12,0                 | 177                 |
| 1.5 D      | cambio manuale 6 rapporti    | 4 cilindri in linea, Diesel  | 1.499          | 77 kW (105 CV) | 220 N·m @3.000 giri/min | 89                   | 10,4                 | 178                 |